# Helius imperfectus
Helius imperfectus är en tvåvingeart som först beskrevs av Alexander 1920.  Helius imperfectus ingår i släktet Helius och familjen småharkrankar. Inga underarter finns listade i Catalogue of Life.